# Вулиця Івана Мазепи (Київ)
Ву́лиця Іва́на Мазе́пи — вулиця в Печерському районі міста Києва, місцевість Печерськ. Пролягає від Арсенальної площі до площі Слави
Прилучаються Інженерний та Аскольдів провулки.
На вулиці Івана Мазепи розташована, за даними НДІ геодезії і картографії, найвища географічна точка над рівнем моря в Києві — у дворі будинків 4-б, 6 і 6-б. Її висота становить 196 м.

## Історія
Вулиця виникла на відомому з часів Київської Руси Іванівському шляху, що сполучав Поділ з Печерськом та Києво-Печерською Лаврою. Початковий відрізок пролягав історичної місциною Довга Нива (Довгий Лан). Як вулиця існує з початку XVIII століття під назвою Вели́ка Микі́льська — від збудованого наприкінці XVII століття Микільського собору (Великий Микола, що отримав таку назву на противагу Малому Микільському монастирю; зруйнований 1935 року, нині на цьому місці Палац дітей та юнацтва). З початку XIX століття мала назву Микі́льська. У 1919 році отримала назву вулиця Січне́вого повстання, на відзнаку збройного повстання робітників заводу «Арсенал» проти Центральної Ради у січні 1918 року (назву підтверджено 1944 року). Під час німецької окупації міста в 1942–1943 роках — Ріттер фон Шобертштрасе (нім. Ritter von Schobert Str.), на честь генерал-полковника Ойгена Ріттера фон Шоберта (1883–1941).
До кінця 1940-х — початку 1950-х років вулиця на відтинку від площі Слави до Києво-Печерської Лаври залишалася незабудованою.
У 1980-ті роки до вулиці було приєднано Новонаводницьку вулицю. У 1997 році депутатами Київради було проголосоване рішення перейменувати вулицю Січневого повстання, яка мала отримати назву вулиця Івана Мазепи. Це рішення було прийняте не належним чином і не мало жодних правових наслідків.
Сучасна назва на честь українського гетьмана Івана Мазепи — з 2007 року.
У 2010 році більшу частину вулиці від площі Слави до площі Героїв Великої Вітчизняної війни (нині — Наводницька площа) було виокремлено під назвою Лаврська вулиця. Таке рішення було прийняте під тиском депутатів партії регіонів у зв'язку із візитом московського Патріарха Кіріла до Лаври того року.
У 2025 році Фахівці столичної Комісії з найменувань погодили повернення вулиці Лаврській попередньої назви на честь гетьмана Івана Мазепи.

## Пам'ятки архітектури та будівлі, що мають історичну або архітектурну цінність
- № 1 — Микільська брама Київської фортеці (1846–1850)[10];
- № 3 — «Будинок-літак»
- № 6 — садиба Іпсіланті; 1798;
- № 11 — прибутковий будинок Микільського собору;
- № 13 — Київський палац дітей та юнацтва — пам'ятка архітектури (радянський модернізм) та монументального мистецтва;
- № 18/29 — житловий будинок; початок XX століття;

Будинки № 4/6, 5, 11, 12, 14 споруджені у XIX — 1-й третині XX століття.

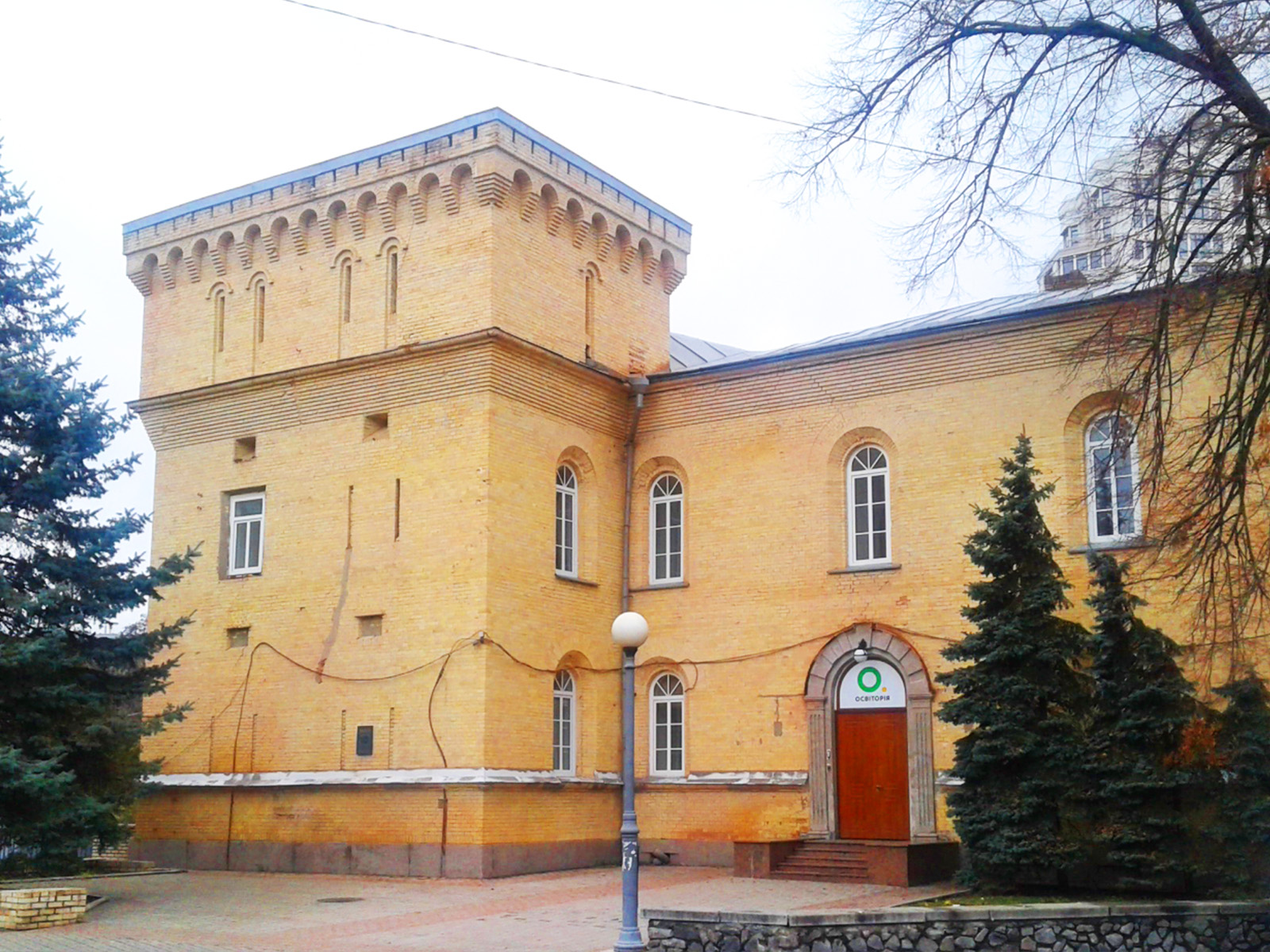
Микільська брама Київської фортеці

## Установи та заклади
- № 2 — амбулаторія загальної практики сімейної медицини № 1, 2 Печерського р-ну;
- № 6-б — посольство Латвійської Республіки;
- № 11 — готель «Салют»;
- № 13 — Київський палац дітей та юнацтва;